# Neustadt (Moguncja)
Neustadt, Mainz-Neustadt – okręg administracyjny Moguncji, w Niemczech, w kraju związkowym Nadrenia-Palatynat. W czerwcu 2024 roku okręg zamieszkiwało 30 681 osób.